# Eucithara subglobosa
Eucithara subglobosa é uma espécie de gastrópode do gênero Eucithara, pertencente à família Mangeliidae.